# مدرسة التصميم والعمارة الثانوية
المدرسة الثانوية العليا للتصميم والهندسة المعمارية، ( داش) هي مدرسة ثانوية مغناطيسية تقع في قلب منطقة التصميم في ميامي ، فلوريدا، الولايات المتحدة. صنفت مجلة US News & World Report داش في المرتبة الخامسة عشرة كأفضل مدرسة ثانوية عامة في الدولة في عام 2009  والمرتبة السادسة عشرة في عام 2012. قاد ستايسي مانكوسو داش بصفته مديرًا رئيسيًا لمدة 17 عامًا من 1999 إلى 2016.

## الجوائز
تأسست DASH في عام 1990 من قبل الرئيسة السابقة جاكلين هينشي سايبس ، التي صاغت شعار «التعليم عن طريق التصميم». على مدار الخمسة عشر عامًا الماضية ، اكتسبت DASH سمعة كونها واحدة من أقوى المدارس الثانوية العامة في فلوريدا ، وغالبًا ما تحقق أعلى الدرجات في مقاطعة ميامي-Dade في اختبار FCAT ( اختبار التقييم الشامل لفلوريدا ) وتتلقى باستمرار تقييمًا بدرجة A من قبل الولاية. تم عرض DASH في Dwell ، مجلة Teen People (مدرسة الشهر الرائعة ، مايو 2000) ، و Miami Herald . صنفت Newsweek DASH على أنها خامس أفضل مدرسة ثانوية عامة في الولايات المتحدة لعام 2010. يواصل أكثر من 95٪ من خريجي DASH الالتحاق بالجامعة ، حيث يتلقى معظم الطلاب منحًا دراسية من العديد من أفضل برامج الفنون والتصميم في البلاد. تم تسميتها بمدرسة Blue Ribbon للتميز في 1994-1996 و 2007 و 2016. 
US News World & Report 2020 ، احتلت DASH المرتبة # 3 المدرسة الثانوية في مقاطعة Miami-Dade County ، # 6 High School في فلوريدا ، # 25 Magnet High School in the Nation ، # 72 High School in the Nation.

## منهاج دراسي
تتميز المدرسة ببرامج في الهندسة المعمارية / التصميم الداخلي ، وتكنولوجيا الترفيه ، وتصميم الأزياء ، والتصميم الصناعي ، والاتصالات المرئية / تصميم الويب . يتضمن المنهج أساسًا قويًا مدته أربع سنوات في الفنون الجميلة ، والتدريب الداخلي مع شركات التصميم المحلية ، ودورات التصميم على مستوى الكلية للالتحاق المزدوج ، مثل فن الأداء ، التي يدرسها أساتذة من الكليات المحلية بالإضافة إلى المتخصصين الميدانيين. يأخذ الطلاب 8 دورات سنويًا (4 فصول أساسية ، 2-3 فصول فنية ، و 1-2 مقرر اختياري) على عكس المنهج المعتاد المكون من 6 دورات في معظم مدارس فلوريدا الثانوية الأخرى.

## التركيبة السكانية
DASH هي 54٪ من أصل إسباني (من أي عرق) ، و 28٪ من البيض ليس من أصل إسباني ، و 14٪ أسود ، و 4٪ آسيويون. 

## عرض ازياء
تنظم DASH عرضًا سنويًا للأزياء يديره الطلاب يعرض فيه طلاب الموضة الصغار والكبار مجموعاتهم على المجتمع. في عام 2004 ، تمت دعوة المدرسة لتقديم عرضها كجزء من أسبوع الموضة في الأمريكتين في ميامي ، وهو أكبر حدث للأزياء في أمريكا اللاتينية في الولايات المتحدة.

## خريج متميز
- دينزل كاري ، موسيقي ، مغني راب
- سيزار سانتوس ، فنان
- Esteban Cortazar (MH Esteban) ، مصمم أزياء
- أنسلم ريتشاردسون ، ممثل ، كاتب
- دانيال أرشام ، فنان متعدد التخصصات
- فابيولا أرياس ، مصممة أزياء
- خيرية داو ، مؤلفة أغاني ، فنان تسجيل

## روابط خارجية
- موقع DASH الإلكتروني
- جمعية خريجي داش
- موقع DASH PTSA